# Isabelle McAllister

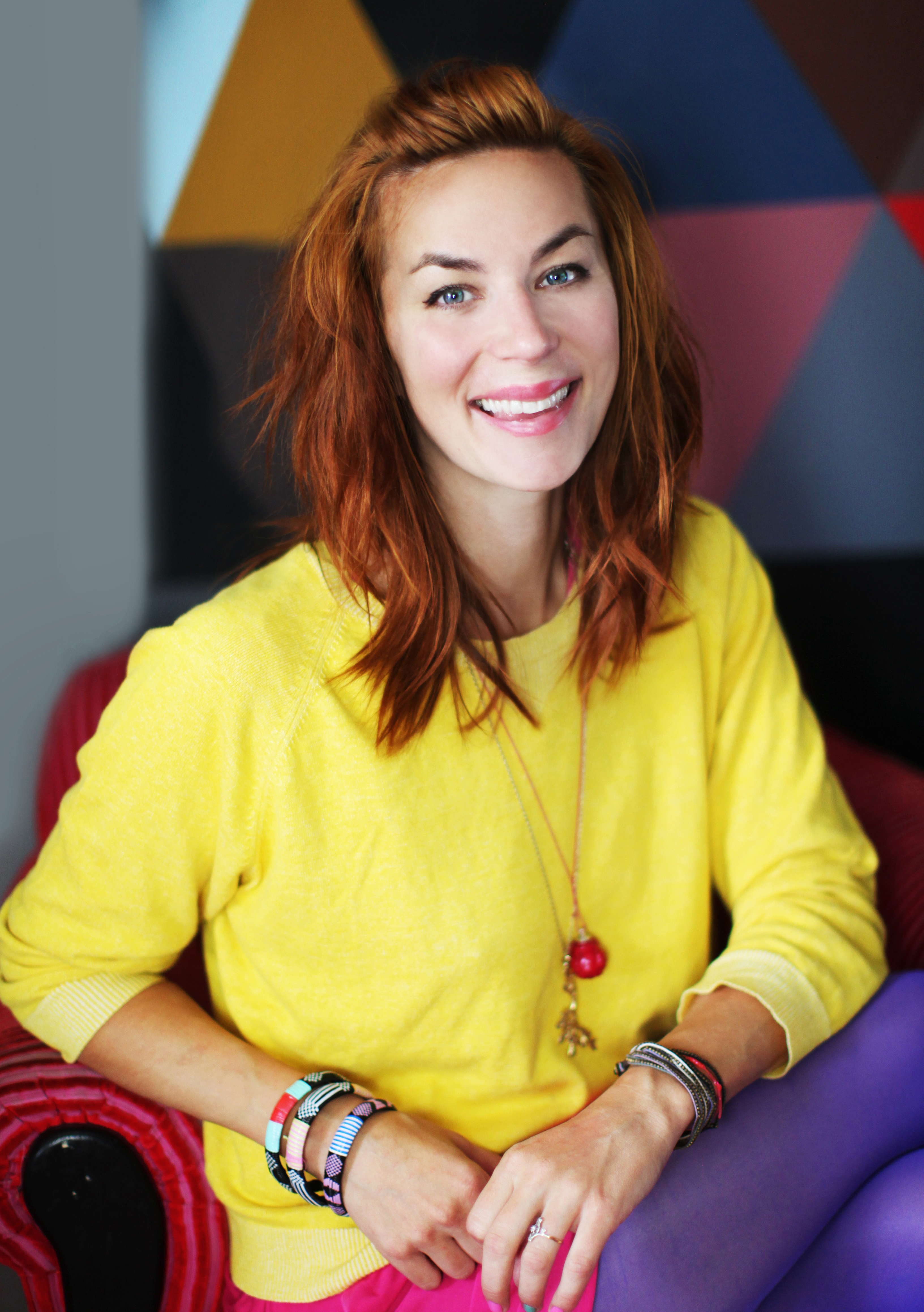
Isabelle McAllister, 2012

Isabelle McAllister (född Halling), född den 24 juli 1976, är en svensk designer, stylist, skribent, föreläsare, och programledare. 
Hon startade 2018 Isabellestipendiet som riktar sig till kvinnor inom byggbranschen. Hon kallar sig själv för "omställningsaktivist" och arbetar mycket med återbruk och har bland annat fått priset som Årets Byggnadsvårdare 2022 och Sveriges Second Hand Profil 2022.

## Priser och utmärkelser
- Året byggnadsvårdare 2022 (Svenska byggnadsvårdsföreningen)
- Sveriges Second Hand Profil 2022 (Erikshjälpen)

## TV-program
- Sick-Sack (2003–2004)
- Äntligen hemma (2004–2008)
- Babyboom (2006–2007)
- När & fjärran (2007-)
- Äntligen trädgård (2005–2006)
- Min trädgård (2005–2008)
- Sommartorpet (2008)
- Packat & Klart (2008–2009)
- Hemma hos (2010)
- Fixa rummet (2011)
- Maxat hela maskinen[9][10] (2017)